# 马尔蒂尼亚纳迪波
马尔蒂尼亚纳迪波（義大利語：Martignana di Po），是意大利克雷莫纳省的一个市镇。总面积14平方公里，人口1788人，人口密度127.7人/平方公里（2009年）。国家统计（ISTAT）代码为019057。